# Берніс Карр Вуковіч
Берніс Карр Вуковіч (англ. Bernice Carr Vukovich; нар. 1 січня 1938) — колишня південноафриканська тенісистка.
Здобула 17 одиночних та 5 парних титулів туру ITF.
Найвищим досягненням на турнірах Великого шолома були чвертьфінали в одиночному та парному розрядах.
Завершила кар'єру 1969 року.

## Фінали ITF
| Легенда         |
| --------------- |
| турніри $10,000 |

### Одиночний розряд (17–8)
| Результат | Ранг | Дата              | Турнір                          | Покриття | Суперниця             | Рахунок        |
| --------- | ---- | ----------------- | ------------------------------- | -------- | --------------------- | -------------- |
| Поразка   | 1.   | 19 травня 1956    | Паддінгтон, Велика Британія     | Тверде   | Сандра Рейнольдс      | 6–3, 0–6, 4–6  |
| Перемога  | 2.   | 17 листопада 1956 | Беноні, ПАР                     | Тверде   | Estelle van Tonder    | 6–2, 6–3       |
| Поразка   | 3.   | 1 грудня 1956     | Іст-Лондон, ПАР                 | Тверде   | Беріл Бартлетт        | 8–10, 6–1, 1–6 |
| Поразка   | 4.   | 1 січня 1957      | Порт-Елізабет, ПАР              | Тверде   | Гезер Бревер-Сеґал    | 2–6, 2–6       |
| Поразка   | 5.   | 12 січня 1957     | Кейптаун, ПАР                   | Тверде   | Дафні Сіні            | 3–6, 5–7       |
| Перемога  | 6.   | 7 жовтня 1957     | Йоганесбурґ, ПАР                | Тверде   | Jean Forbes           | 3–6, 6–3, 6–2  |
| Поразка   | 7.   | 12 січня 1958     | Іст-Лондон, ПАР                 | Тверде   | Gwendy Love           | 4–6, 6–4, 4–6  |
| Перемога  | 8.   | 4 квітня 1958     | Йоганесбурґ, ПАР                | Тверде   | Гезер Бревер-Сеґал    | 3–6, 7–5, 6–4  |
| Перемога  | 9.   | 21 червня 1958    | Лондон, Велика Британія         | Трава    | Марґарет Варнер Блосс | 6–4, 5–7, 8–6  |
| Перемога  | 10.  | 20 вересня 1958   | Йоганесбурґ, ПАР                | Тверде   | Estelle van Tonder    | 6–3, 6–1       |
| Перемога  | 11.  | 3 січня 1959      | Іст-Лондон, ПАР                 | Тверде   | Дора Кіліан           | 2–6, 6–3, 6–4  |
| Перемога  | 12.  | 1 березня 1959    | Блумфонтейн, ПАР                | Ґрунт    | Estelle van Tonder    | 6–1, 6–2       |
| Поразка   | 13.  | 29 березня 1959   | Йоганесбурґ, ПАР                | Ґрунт    | Сандра Рейнольдс      | 0–6, 6–8       |
| Перемога  | 14.  | 26 липня 1959     | Пітермаріцбург, ПАР             | Тверде   | Дора Кіліан           | 6–3 6–8 6–1    |
| Перемога  | 15.  | 19 вересня 1959   | Йоганесбурґ, ПАР                | Тверде   | Joan Cross            | 6–3, 6–1       |
| Перемога  | 16.  | 2 січня 1960      | Іст-Лондон, ПАР                 | Тверде   | Valerie Forbes        | 6–3 6–3        |
| Поразка   | 17.  | 9 січня 1960      | Кейптаун, ПАР                   | Тверде   | Сандра Рейнольдс      | 4–6, 4–6       |
| Перемога  | 18.  | 18 квітня 1960    | Йоганесбурґ, ПАР                | Тверде   | Сандра Рейнольдс      | 6–1 2–6 12–10  |
| Перемога  | 19.  | 1 травня 1960     | Палермо, Італія                 | Ґрунт    | Джен Легейн           | 6–4, 6–3       |
| Перемога  | 20.  | 3 липня 1960      | Берлін, Західна Німеччина       | Ґрунт    | Едда Будінг           | 12–10, 6–4     |
| Поразка   | 21.  | 16 липня 1960     | Ньюпорт, Уельс, Велика Британія | Трава    | Анджела Мортімер      | 9–11, 3–6      |
| Перемога  | 22.  | 31 липня 1960     | Гілверсум, Нідерланди           | Ґрунт    | Рене Схюрман          | 6–0, 6–1       |
| Перемога  | 23.  | 26 грудня 1960    | Іст-Лондон, ПАР                 | Тверде   | Valerie Forbes        | 6–3, 6–3       |
| Перемога  | 24.  | 5 вересня 1964    | Йоганесбурґ, ПАР                | Тверде   | Гезер Бревер-Сеґал    | 7–5, 9–7       |
| Перемога  | 25.  | 19 квітня 1965    | Йоганесбурґ, ПАР                | Тверде   | Jean Forbes           | 6–4, 7–5       |

### Парний розряд (5–15)
| Результат | Ранг | Дата              | Турнір                          | Покриття | Партнерка                  | Суперниці                              | Рахунок         |
| --------- | ---- | ----------------- | ------------------------------- | -------- | -------------------------- | -------------------------------------- | --------------- |
| Поразка   | 1.   | 7 січня 1955      | Порт-Елізабет, ПАР              | Тверде   | Lucille van der Westhuizen | Дора Кіліан Leonie Vermaak             | 1–6, 1–6        |
| Перемога  | 2.   | 14 липня 1956     | Сандерленд, Велика Британія     | Трава    | Merrill Hammill            | Rosemary Bulleid Georgie Woodgate      | W/O             |
| Поразка   | 3.   | 17 листопада 1956 | Беноні, ПАР                     | Тверде   | Merrill Hammill            | Lynette Hutchings Yvonne van der Linde | 2–6, 6–3, 2–6   |
| Поразка   | 4.   | 12 січня 1957     | Кейптаун, ПАР                   | Тверде   | Merrill Hammill            | Дафні Сіні Valerie Forbes              | 8–10, 0–6       |
| Поразка   | 5.   | 7 жовтня 1957     | Йоганесбурґ, ПАР                | Тверде   | Estelle Van Tonder         | Беріл Бартлетт Joan Scott              | 2–6, 0–6        |
| Поразка   | 6.   | 14 червня 1958    | Бекенгем, Велика Британія       | Трава    | Jean Forbes                | Соня Кокс Руя Моррісон                 | 1–6, 3–6        |
| Поразка   | 7.   | 20 вересня 1958   | Йоганесбурґ, ПАР                | Тверде   | Estelle van Tonder         | Беріл Бартлетт Joan Scott              | 2–6, 3–6        |
| Поразка   | 8.   | 3 січня 1959      | Іст-Лондон, ПАР                 | Тверде   | Estelle van Tonder         | Беріл Бартлетт Дора Кіліан             | 0–6, 0–6        |
| Поразка   | 9.   | 2 січня 1960      | Іст-Лондон, ПАР                 | Тверде   | Peggy Pentelow             | Jean Forbes Valerie Forbes             | 3–6 4–6         |
| Поразка   | 10.  | 9 січня 1960      | Кейптаун, ПАР                   | Тверде   | Гезер Бревер-Сеґал         | Сандра Рейнольдс Renee Schuurman       | 5–7, 1–6        |
| Поразка   | 11.  | 18 квітня 1960    | Йоганесбурґ, ПАР                | Тверде   | Гезер Бревер-Сеґал         | Сандра Рейнольдс Renee Schuurman       | 11–13, 9–7, 1–6 |
| Перемога  | 12.  | 4 червня 1960     | Бірмінгем, Велика Британія      | Трава    | Марія Буено                | Енн Джонс Анджела Мортімер             | 6–3, 7–5        |
| Поразка   | 13.  | 11 червня 1960    | Бристоль, Велика Британія       | Трава    | Ґвин Томас                 | Сандра Рейнольдс Renee Schuurman       | 5–7, 3–6        |
| Перемога  | 14.  | 16 липня 1960     | Ньюпорт, Уельс, Велика Британія | Трава    | Анджела Мортімер           | Ріта Бентлі Джилл Рук Міллс            | 6–1, 6–1        |
| Поразка   | 15.  | 31 липня 1960     | Гілверсум, Нідерланди           | Ґрунт    | Рене Схюрман               | Марґарет Гунт Lynette Hutchings        | 6–4, 4–6, 5–7   |
| Поразка   | 16.  | 16 вересня 1961   | Йоганесбурґ, ПАР                | Тверде   | Valerie Forbes             | Аннетт ван Зіль Joan Cross             | 3–6, 3–6        |
| Поразка   | 17.  | 29 вересня 1962   | Йоганесбурґ, ПАР                | Тверде   | Estelle van Tonder         | Беріл Бартлетт Jean Forbes             | 1–6, 7–5, 4–6   |
| Поразка   | 18.  | 15 квітня 1963    | Йоганесбурґ, ПАР                | Тверде   | Марлене Ґерсон             | Марґарет Гунт Аннетт ван Зіль          | 2–6, 7–9        |
| Перемога  | 19.  | 6 лютого 1965     | Преторія, ПАР                   | Тверде   | Крістін Труман             | Сандра Рейнольдс Гезер Бревер-Сеґал    | 2–6, 6–1, 6–4   |
| Перемога  | 20.  | 19 квітня 1965    | Йоганесбурґ, ПАР                | Тверде   | Марлене Ґерсон             | Jean Forbes Valerie Forbes             | 7–5, 7–5        |